# Eugène Dédé

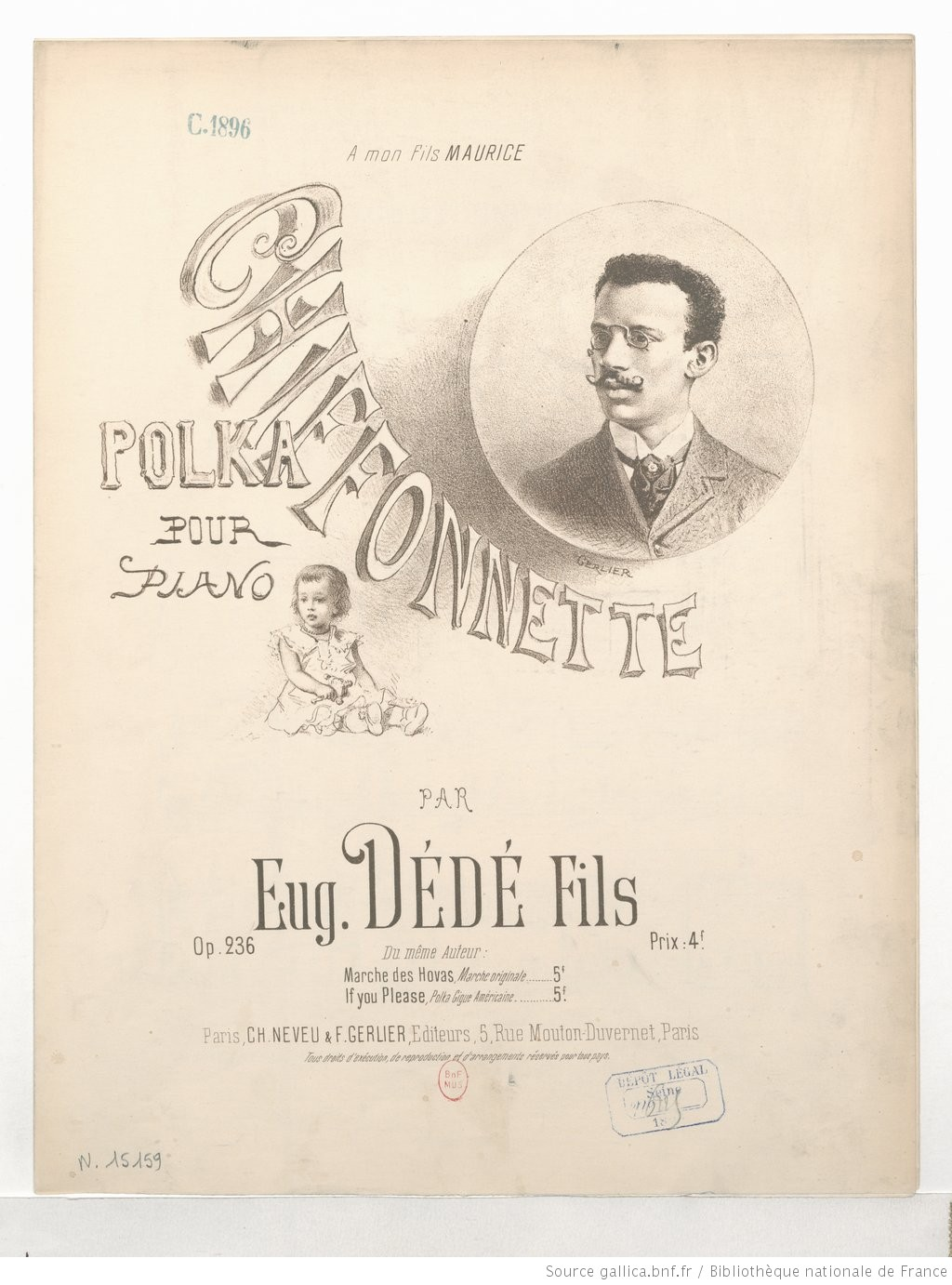
Chiffonnette, polka pour piano d'Eugène Dédé

Arcade Pierre Baptiste Eugène Dédé, né le 12 janvier 1867 à Bordeaux et mort le 26 août 1919 à Paris, est un compositeur et chef d'orchestre français, fils d'Edmond Dédé.

## Biographie
Les œuvres du père et du fils sont souvent confondues. On lui doit plus de deux cents compositions comprenant des marches, polkas, mazurkas, rondes, valses, menuets, etc. et les musiques de chansons et chansonnettes de la fin du XIXe siècle et du début du XXe siècle sur des paroles, entre autres, d'Eugène Héros, de lui-même, Émile Bessière, Eugène Lemercier, etc.
Sa chanson Ils n'passeront Pas a été reprise dans l'Anthologie de la chanson française enregistrée - Les Années 1900-1920 en 2007.